# Omloop der Kempen femenina
L'Omloop der Kempen femenina o Omloop der Kempen Ladies és una cursa femenina de ciclisme d'un dia que es celebra als Països Baixos des de l'any 1962 amb diverses interrupcions. Està integrada dins el calendari femení de l'UCI com a cursa de categoria 1.2. Es disputa anualment pel voltants de Veldhoven. La primera vencedora fou la belga Liliane Cleiren.

## Palmarès
| Any  | Vencedor         | Segon             | Tercer                  |
| ---- | ---------------- | ----------------- | ----------------------- |
| 2022 | Rachele Barbieri | Sofie van Rooijen | Nina Kessler            |
| 2023 | Charlotte Kool   | Daria Pikulik     | Maike van der Duin      |
| 2024 | Sara Fiorin      | Iara Gillespie    | Marjolein van 't Geloof |
| 2025 |                  |                   |                         |

| Edició | Vencedora                                  | Segona                                     | Tercera                                    |
| ------ | ------------------------------------------ | ------------------------------------------ | ------------------------------------------ |
| 1962   | Liliane Cleiren                            |                                            |                                            |
| 1981   | Betsie van Ijken                           |                                            |                                            |
| 1985   | Roelien Hoogeveen                          |                                            |                                            |
| 1997   | Inge Veldhuis                              |                                            |                                            |
| 1998   | Leontien van Moorsel                       |                                            |                                            |
| 1999   | Leontien van Moorsel                       |                                            |                                            |
| 2000   | Leontien van Moorsel                       |                                            |                                            |
| 2001   | Kirsty Nicole Robb                         |                                            |                                            |
| 2002   | Josephine Groeneveld                       |                                            |                                            |
| 2003   | Bertine Spijkerman                         |                                            |                                            |
| 2004   | Leontien van Moorsel                       |                                            |                                            |
| 2005   | Kristy Miggels                             |                                            |                                            |
| 2006   | Linda Villumsen                            |                                            |                                            |
| 2007   | Suzanne de Goede                           | Claudia Witteveen                          | Sissy van Alebeek                          |
| 2008   | Iris Slappendel                            | Marianne Vos                               | Ellen van Dijk                             |
| 2009   | Chloe Hosking                              | Danielle Lissenberg-Bekkering              | Elise van Hage                             |
| 2010   | Marianne Vos                               | Chantal Blaak                              | Suzanne de Goede                           |
| 2011   | Marianne Vos                               | Suzanne de Goede                           | Vera Koedooder                             |
| 2012   | Suzanne de Goede                           | Nina Kessler                               | Sarah Düster                               |
| 2013   | Annemiek van Vleuten                       | Amy Pieters                                | Thalita de Jong                            |
| 2014   | Maaike Polspoel                            | Amy Pieters                                | Nina Kessler                               |
| 2015   | Ashlynn van Baarle                         | Kyara Stijns                               | Monique van de Ree                         |
| 2016   | Esther van Veen                            | Femke van Kessel                           | Marjolein van 't Geloof                    |
| 2017   | Marjolein van 't Geloof                    | Lorena Wiebes                              | Leonie Lubbinge                            |
| 2018   | Winanda Spoor                              | Annet Pit                                  | Monique van de Ree                         |
| 2019   | Lorena Wiebes                              | Amber van der Hulst                        | Monique van de Ree                         |
| 2020   | no es disputà per la pandèmia del COVID-19 | no es disputà per la pandèmia del COVID-19 | no es disputà per la pandèmia del COVID-19 |
| 2021   | Maike van der Duin                         | Marjolein van 't Geloof                    | Lieke Nooijen                              |
| 2022   | Rachele Barbieri                           | Sofie van Rooijen                          | Nina Kessler                               |
| 2023   | Charlotte Kool                             | Daria Pikulik                              | Maike van der Duin                         |
| 2024   | Sara Fiorin                                | Lara Gillespie                             | Marjolein van 't Geloof                    |